# Samsa
Samsa je priimek več znanih Slovencev:
- Bogo Samsa (1928—2014), zamejski novinar in politik, odgovorni urednik Primorskega dnevnika
- Ivan (Janez) Samsa (1883—1953), duhovnik, klasični filolog, šolnik in publicist
- Jožef Samsa (1808—1881), župan in deželni poslanec
- Maksa Samsa (1904—1971), učiteljica in pesnica
- Mara Samsa (1906—1959), učiteljica, pisateljica in prosvetna delavka

V literaturi:
- Gregor Samsa, glavni junak Kafkove novele Preobrazba